# Société normande d'information et de communication
La Société normande d'information et de communication (SNIC) est un groupe de presse français, qui a pris cette dénomination en juillet 2012.

## Le groupe
Le groupe est né en 2012, du rachat par les journalistes Xavier Ellie et Denis Huertas des journaux normands du groupe Hersant dont le quotidien Paris-Normandie. Son actionnaire majoritaire actuel est Jean-Louis Louvel depuis le 30 juin 2017.

## Activité, rentabilité, effectif
|                                        | 2014    | 2015   | 2016    | 2017    | 2018    | 2019 |
| -------------------------------------- | ------- | ------ | ------- | ------- | ------- | ---- |
| Chiffre d'affaires en milliers d'euros | 33 065  | 32 073 | 30 324  | 28 905  | 29 449  |      |
| Résultat en milliers d'euros           | - 1 356 | + 345  | - 3 107 | - 2 765 | - 1 051 |      |
| Effectif moyen annuel                  | 233     | 234    | 194     | 189     | 202     |      |

## Histoire
Confrontée à une baisse des ventes et des recettes publicitaires de Paris Normandie, Le Havre Libre, Le Havre Presse, Le Progrès de Fécamp, le 12 avril 2016 la société SNIC est placée en redressement judiciaire.
Son actionnaire majoritaire Jean-Louis Louvel est candidat aux élections municipales de 2020 à Rouen avec le soutien de LREM, du Modem et de LR, mais se retire avant le 2e tour.

## Titres
- Paris-Normandie
- Havre libre
- Le Havre Presse
- Le Progrès de Fécamp

## Diffusion globale
La diffusion totale des titres de la SNIC évolue comme suit selon l'Alliance pour les chiffres de la presse et des médias (anciennement OJD) :
| Année                    | 1993    | 2001   | 2002   | 2003   | 2004   | 2005   | 2006   | 2007   | 2008   | 2009   | 2010   | 2011   | 2012   | 2013   | 2014   | 2015   | 2016   | 2017   | 2018   | 2019   |  |
| ------------------------ | ------- | ------ | ------ | ------ | ------ | ------ | ------ | ------ | ------ | ------ | ------ | ------ | ------ | ------ | ------ | ------ | ------ | ------ | ------ | ------ |  |
| Paris-Normandie          | 115 000 | 85 641 | 81 551 | 80 481 | 78 235 | 76 201 | 71 582 | 67 712 | 64 111 | 61 425 | 58 683 | 54 351 | 51 836 | 47 585 | 44 257 | 41 370 | 46 248 | 51 921 | 45 650 | 42 655 |  |
| Havre libre              |         |        |        |        |        | 15 770 | 15 257 | 14 444 | 13 855 |        |        |        | 11 505 | 10 539 | 9 748  | 9 337  | 9 342  | 51 921 | 45 650 | 42 655 |  |
| le Havre presse          |         |        |        |        |        |        |        |        |        |        |        |        |        |        | 10 178 | 9 623  | 5 225  | 51 921 | 45 650 | 42 655 |  |
| le Progrès de Fécamp     |         |        |        |        |        |        |        |        |        |        |        |        |        |        | 10 178 | 9 623  | 5 225  | 51 921 | 1 535  | 1 508  |  |
| Total presse quotidienne |         |        |        |        |        |        |        |        |        |        |        |        |        |        | 64 183 | 60 330 | 60 815 | 51 921 | 47 185 | 44 163 |  |